# Ziua Muncii

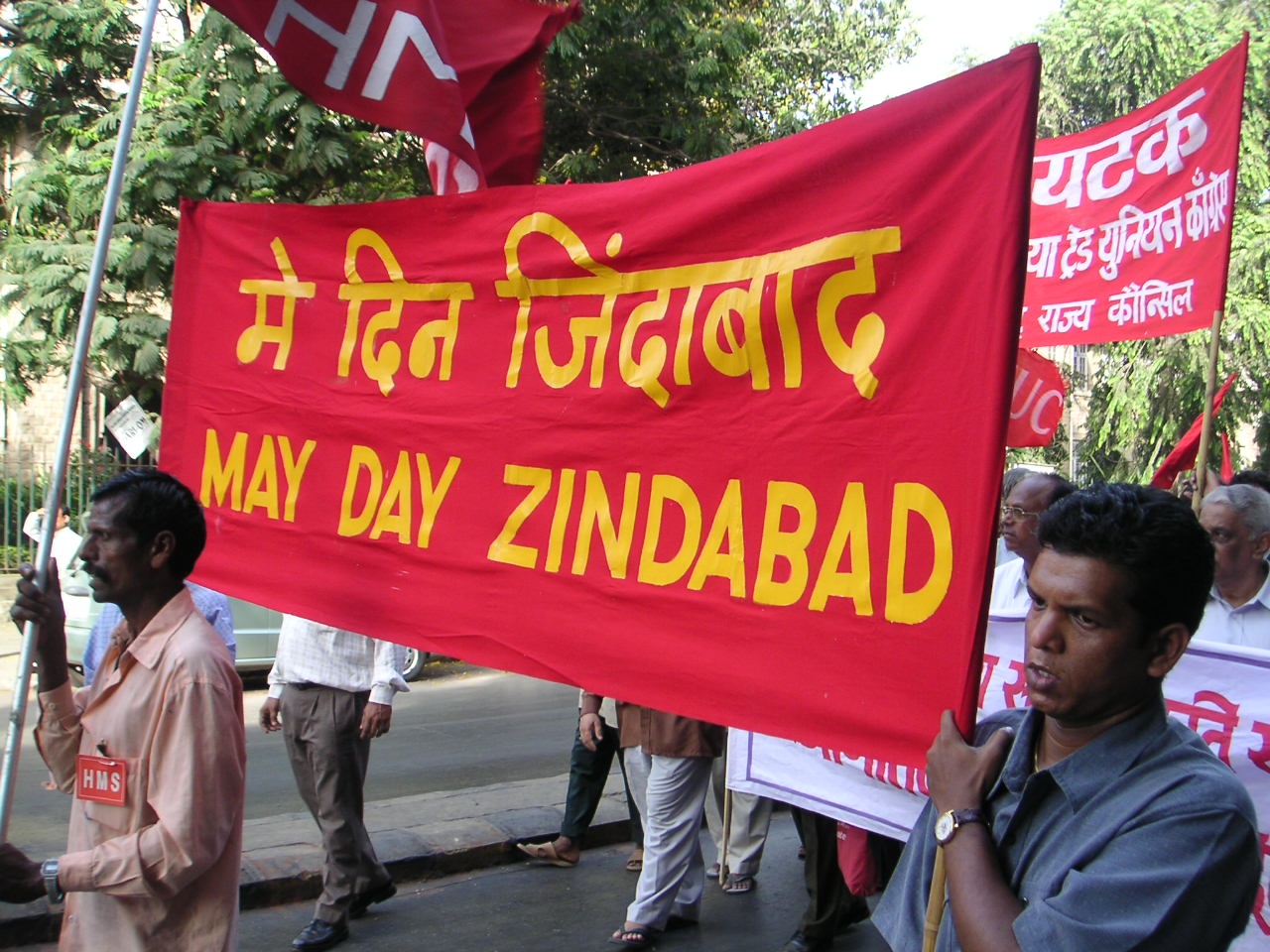
Defilare de 1 Mai la Mumbai, în India

În anul 1889, Congresul Internaționalei Socialiste a decretat ziua de 1 mai ca Ziua Internațională a Muncii, în memoria victimelor grevei generale din Chicago, ziua fiind comemorată prin manifestații muncitorești. Cu timpul, 1 mai a devenit sărbătoarea mișcărilor muncitorești în majoritatea țărilor lumii, diversele manifestări căpătând amploare pe măsură ce autoritățile au convenit cu sindicatele ca această zi să fie liberă.

## Istoric

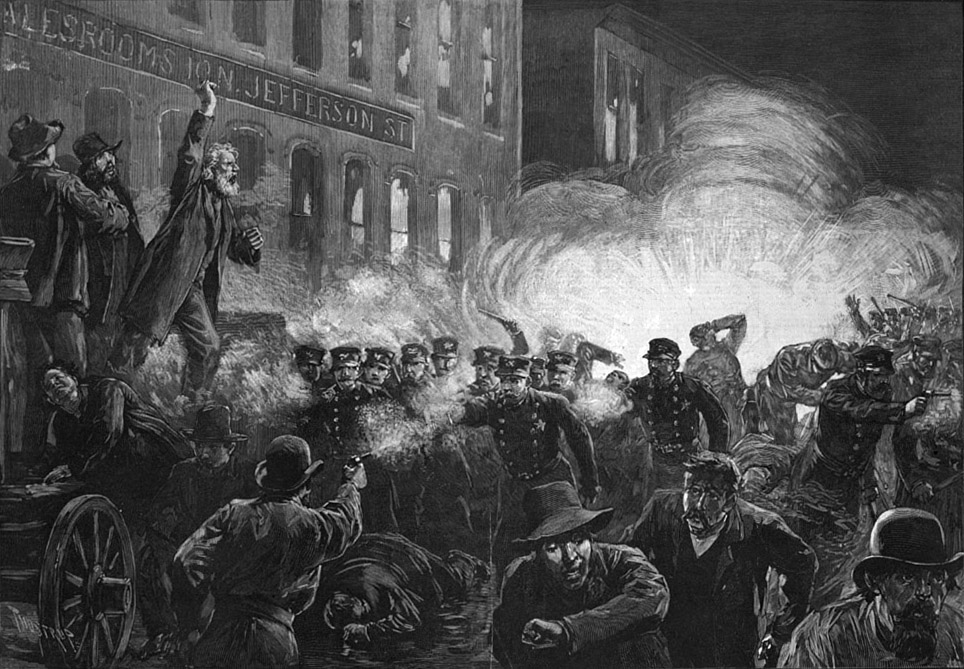
Piața Haymarket, 3 mai 1886

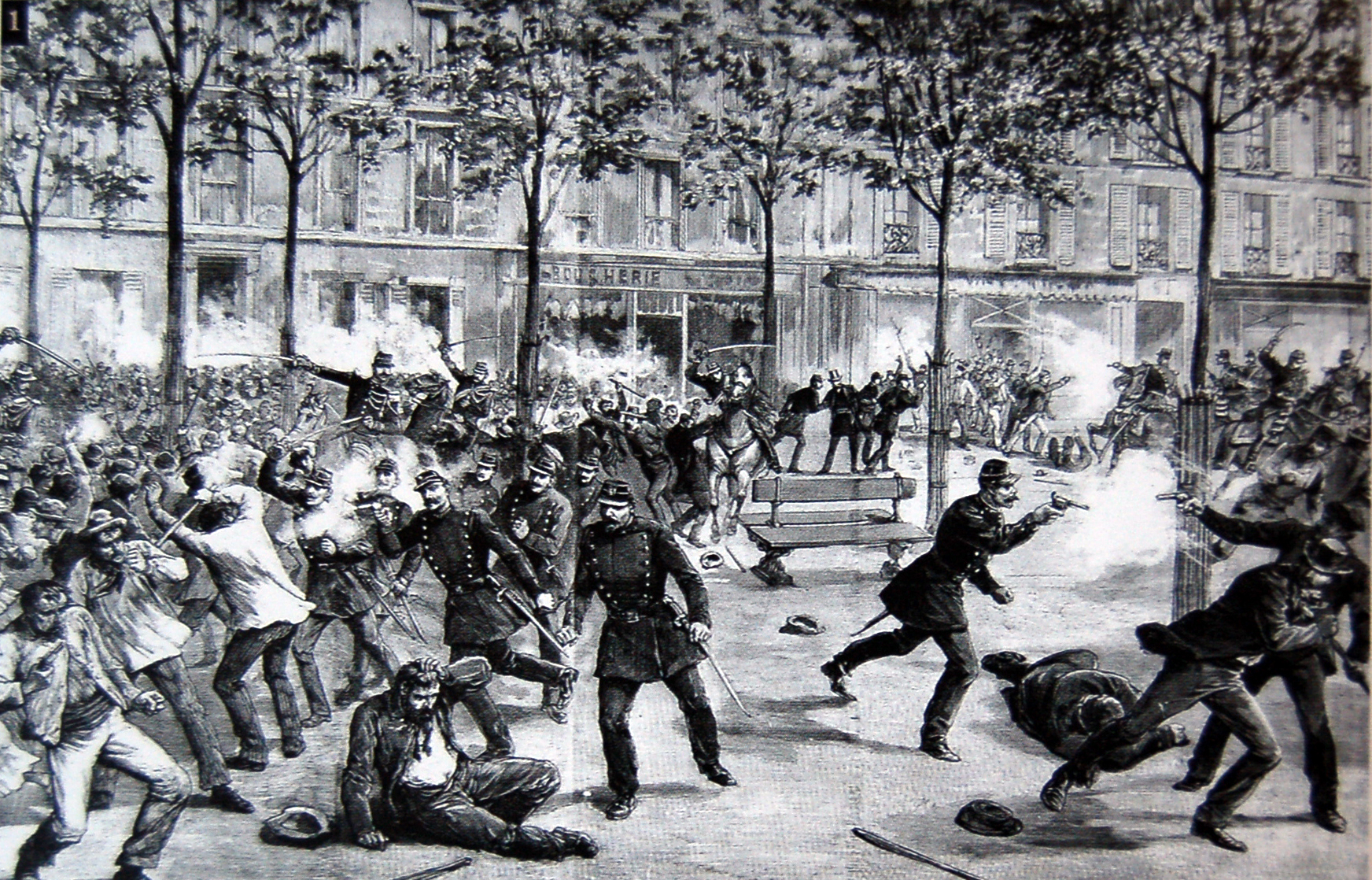
1 mai 1891 – Tulburările de la Clichy

Reducerea normei orare zilnice de lucru stă la originea semnificației zilei de 1 mai, de sărbătoare internațională a lucrătorilor. În anul 1872, circa 100 de mii de lucrători din New York, majoritatea din industria construcțiilor, au demonstrat, cerând reducerea timpului de lucru la 8 ore.
Data de 1 mai apare pentru prima dată în legătură cu întrunirea din anul 1886 a Federației Sindicatelor din Statele Unite și Canadei (precursoarea Federației Americane a Muncii). George Edmonston, fondatorul Uniunii Dulgherilor și Tâmplarilor, a inițiat introducerea unei rezoluții care stipula ca: „8 ore să constituie ziua legală de muncă de la, și după 1 mai 1886”, sugerându-se organizațiilor muncitorești respectarea acesteia.
În secolul al XIX-lea, mulți muncitori din fabrici și alți muncitori cu salarii mici erau la locul de muncă aproape tot timpul. O zi de lucru putea varia între 12-14 ore pe zi,  șase-șapte zile pe săptămână. Muncitorii au luptat pentru un program mai uman, un impuls exemplificat de sloganul anilor 1880: „opt ore de muncă, opt ore de odihnă, opt ore pentru ceea ce vrem”. „Opt ore pentru muncă, opt ore pentru odihnă, opt ore pentru recreere”, a acționat ca mai mult decât un numitor comun. A întruchipat (...) cele mai înalte aspirații ale populației muncitoare. Făcând sistemul de opt ore cheia pentru educația egală pentru copii, pentru dezvoltarea mentală continuă a adulților, pentru apărarea virtuții republicane și a interesului de clasă de către un cetățean iluminat și activ din punct de vedere politic, a sănătății, a energiei și a vieții sociale, susținătorii au văzut cererea lor ca un pas inițial către schimbări majore, nu ca un compromis”.
La data de 1 mai 1886, sute de mii de manifestanți au protestat pe tot teritoriul Statelor Unite, însă cea mai mare demonstrație a avut loc la Chicago, unde au mers 90 de mii de demonstranți, din care aproximativ 40 de mii se aflau în grevă. Rezultatul: circa 35 de mii de muncitori au câștigat dreptul la ziua de muncă de 8 ore, fără reducerea salariului.
Dar ziua de 1 mai a devenit cunoscută pe întreg mapamondul în urma unor incidente violente care au avut loc trei zile mai târziu, în Piața Haymarket din Chicago. Numărul greviștilor se ridicase la peste 65.000. În timpul unei demonstrații, o coloană de muncitori a plecat să se alăture unui protest al angajaților de la întreprinderea de prelucrare a lemnului „McCormick”. Poliția a intervenit, 4 protestatari au fost împușcați și mulți alții au fost răniți. 
În seara zilei de 4 mai a fost organizată o nouă demonstrație în Piața Haymarket, care să protesteze împotriva violențelor poliției. Întâlnirea  a atras doar 3.000 de muncitori, iar spre finalul serii, din cauza ploii, mai rămăseseră 300 de manifestanți. Cu toate acestea, au fost chemate trupe de întărire, care au ajuns când mai rămăseseră aproximativ 180 de protestatari. Poliția a cerut muncitorilor să plece. Din mulțime, o bombă a fost aruncată spre coloana de polițiști. După ce bomba a explodat, polițiștii au început să tragă indiscriminatoriu în protestanți. Într-o scenă de carnagiu, polițiștii panicați și-au scos revolverele și au tras în mulțime timp de aproape trei minute, nimerind inclusiv alți polițiști. „Piața Haymarket era plină de cadavre, iar trotuarul străzii era înroșit de sânge” . În zilele care au urmat, poliția a declanșat investigații abusive, arestând și chiar torturând protestatari. Legea marțială a fost declarată, nu doar în Chicago, ci în întreaga națiune. În Chicago, liderii sindicaliști au fost arestați, s-a intrat în casele lor fără mandate de percheziție și ziarele sindicaliste au fost închise. Au fost răniți 66 de polițiști, dintre care 7 au decedat ulterior. Ceea ce poliția nu a dezvăluit publicului a fost că jumătate din toți răniții de poliție au fost răniți de gloanțe de poliție, precum și de fragmente de bombe; în plus, trei dintre morți de poliție au fost uciși numai de gloanțe ale poliției, în timp ce ceilalți trei au murit din cauza unei combinații de gloanțe și fragmente de bombe. În urma acestor evenimente, 8 lideri anarhiști au fost judecați. Mulți dintre așa-numiții „Chicago Eight”, însă, nici măcar nu fuseseră prezenți la evenimentul din 4 mai, iar presupusa lor implicare nu a fost dovedită niciodată. Istoricii se referă acum în mod obișnuit la procesul anarhiștilor arestați pentru decesele din Haymarket ca fiind una dintre cele mai mari parodii ale justiției din istoria națiunii și ca prima „panică roșie” („red scare”). Muncitorii din Anglia, Olanda, Rusia, Italia, Franța și Spania au adunat fonduri pentru plata apărării. În urma procesului, 7 dintre acuzați au fost condamnați la moarte (doi având ulterior pedeapsa comutată la închisoare pe viață) și unul la 15 ani  de închisoare. Șapte ani mai târziu, o nouă investigație i-a găsit nevinovați pe cei 8.

## Evenimentanual

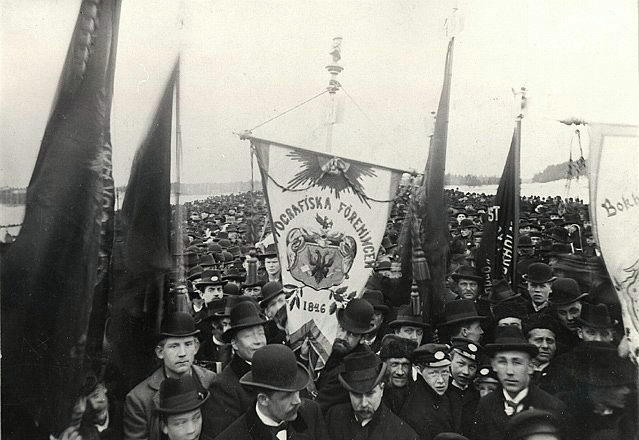
Marș de 1 Mai în Suedia, 1899

În anul 1888, la întrunirea Federației Americane a Muncii s-a stabilit ca ziua de 1 mai 1890 să fie data pentru susținerea, prin manifestații și greve, a zilei de muncă de 8 ore. Dar, în anul 1889, social-democrații afiliați la așa-numita Internațională a ll-a au stabilit, la Paris, ca ziua de 1 mai să fie o zi internațională a muncitorilor. La 1 mai 1890 au avut loc demonstrații în SUA, în majoritatea țărilor europene, în Chile, Peru și Cuba. După aceasta, 1 mai a devenit un eveniment anual. Până în 1904, Internaționala a ll-a a chemat toți sindicaliștii și socialiștii să demonstreze energic pentru „stabilirea prin lege a zilei de muncă de 8 ore, cererile de clasă ale proletariatului și pace universală”.
La scurt timp, Federația Americană a Muncii s-a dezis cu totul de 1 mai, celebrând în schimb Labor Day („Ziua Muncii”) anual, în prima zi de luni a lui septembrie. Pe 28 iunie 1894, Congresul SUA a adoptat un act confirmând această dată ca sărbătoare legală. Această decizie a fost luată pentru a repara ofensa adusă greviștilor de la Sindicatul American al Căilor Ferate și al căror protest fusese înăbușit prin trimiterea de trupe. Ziua Muncii în SUA este asimilată grătarelor, autostrăzilor aglomerate și ca ultimul week-end lung al verii.

## Instrumentare politică
1 mai a devenit, în aproape toată lumea, Ziua Internațională a Muncii. Există și excepții, de exemplu Australia, Elveția și Statele Unite, unde 1 mai nu este o sărbătoare oficială. În majoritatea țărilor vest europene, ziua de 1 mai este zi liberă.
În țările comuniste, ziua de 1 mai a fost transformată într-o sărbătoare de stat însoțită de defilări propagandistice. Regimurile comuniste încercau să ducă tradiția unei mișcării muncitorești internaționale, apărută sub egida celei de-a doua Internaționale. De asemenea, și naziștii au avut tentative de uzurpare a acestor tradiții. Ziua de 1 mai, fusese transformată într-o sărbătoare a comunității naționale germane, promițându-se construirea unui socialism național, în centrul căruia nu se mai aflau muncitorii, ci arianul considerat un prototip al celor ce muncesc. Un discurs rostit de Hitler la 1 mai 1933 este edificator în acest sens: Certurile și neînțelegerile simbolizate de lupta de clasă se transformă acum într-un simbol al unității și înălțării națiunii. Ziua de 1 mai a fost transformată de către naziști într-o sărbătoare propagandistică. Se susținea că ziua de 1 mai trebuie să devină o sărbătoare a întregii națiuni și nu poate fi transformată într-un simbol al luptei proletare și a decadenței. Serbările câmpenești, chioșcurile cu bere și spectacolele nu lipseau, dar sindicatele fuseseră interzise. Organizațiile muncitorești au fost înlocuite cu directive de la partidul unic. 
În România, după evenimentele din decembrie 1989, timp de mai mulți ani, ziua de 1 mai nu a mai fost sărbătorită prin festivități decât la inițiativa unor reprezentanți ai unor partide precum PSM și PRM.

## În diferite țări
În Germania, 1 mai este zi liberă. Se poartă la butonieră o panglică roșie, în amintirea lui 1 mai 1890, când, în pofida interdicției manifestațiilor de către Sozialistengesetz, militanții Internaționalei au convenit să se întâlnească în parcuri purtând o astfel de panglică. Intrată în uitare în Germania de Vest, ea a fost mare sărbătoare în Republica Democrată Germană.
În România această zi a fost sărbătorită pentru prima dată de către mișcarea socialistă în 1890. În perioada regimului comunist, de 1 mai autoritățile organizau manifestații uriașe pe marile bulevarde. Coloane de oameni, în ținute festive, scandau lozinci și purtau pancarte uriașe. După 1990, importanța propagandistică a zilei a fost minimalizată, dar oamenii se bucură de acest eveniment, sărbătorindu-l în aer liber, la iarbă verde, la mare ori la munte. În 2003, pentru prima oară în istoria postdecembristă, o confederație sindicală (Blocul Național Sindical) a încercat organizarea unei adunări populare, cu mici, bere și muzică, pentru a serba acestă zi. Criticile nu au lipsit, la fel nici acuzațiile  de simpatie pro-comunistă, amintirea propagandei PCR fiind încă vie în conștiința populației.